# Redukovaný okruh
Redukovaný okruh je takový okruh, který nemá žádné nilpotentní prvky kromě absorpčního prvku. Tento typ okruhů hraje roli zejména v komutativní algebře a v algebraické geometrii.

## Formální definice
Je možných několik jednoduchých ekvivalentních definic:
- Okruh {\displaystyle R} je redukovaný, právě když {\displaystyle \forall r\in R:r^{n}=0\Leftrightarrow r=0}
- Okruh {\displaystyle R} je redukovaný, právě když je jeho nilradikál roven nulovému ideálu, neboli {\displaystyle {\sqrt {(0)}}=(0)}
- Okruh {\displaystyle R} je redukovaný, právě když {\displaystyle \forall r\in R:r^{2}=0\Leftrightarrow r=0}

## Příklady
- Celá čísla jsou redukovaný okruh.
- Polynomické okruhy nad tělesy jsou redukované okruhy.
- Obory integrity jsou redukované okruhy.
- Faktorokruh {\displaystyle \mathbb {Z} /4\mathbb {Z} } není redukovaný, neboť třída {\displaystyle 2+4\mathbb {Z} } je nenulovým nilpotentním prvkem.